# Royal Golf Center
Royal Golf Center (eller Royal Golf Center, Copenhagen) er Københavns første internationale golfbane til afholdelse af store turneringer med 30.000 til 40.000 tilskuere. Royal Golf Center bliver opført på et 120 ha naturområde midt i Ørestad City på Amager – beliggende mellem Vejlands Allé, Amager Motorvej, Øresundsbanen og Bella Center. Opførelsen af anlægget blev startet i foråret 2005 og forventes endelig færdiggjort i foråret 2010 med opførelsen af en 18-hullers golfbane. Dele af anlægget forventes dog åbnet allerede i løbet af 2006 (driving range) og 2009 (ni-hullers bane). Banearkitekten Ron Kirby, en af verdens førende eksperter, har inspiceret terrænet og tegnet projektet, så det kan være vært for bl.a. Ryder Cup. Medlemskab af banen koster 100.000 kroner plus moms, mens det årlige kontingent løber op i 15.000 kroner plus moms (pr. 2006). Der er kun 1.000 certifikater i udbud i den tilhørende eksklusive klub Royal Golf Club, som bliver stiftet på en generalforsamling primo 2009.
Ejendomsmægler og forretningsmand Poul Sundberg er ophavsmanden bag det storstilede projekt på Kalvebod Fælled, som har investeret omkring hundrede millioner kroner som eneste investor. Han er nu direktør for selskabet bag anlægget Royal Golf Center A/S. Han er også ejer af andre golfcentre (inklusiv Copenhagen Golf Center i Vallensbæk, som han købte i 1997 af Vallensbæk Kommune), Forum København og adskillige ejendomme. Han har siddet i Bella Centrets bestyrelse i flere år. Han er ligeledes engageret i DBUs Klub 100, ligesom han er involveret i både FC København og Brøndby IF.
Royal Golf Center hed tidligere 'Royal Copenhagen Golf Center, men var nødsaget til at foretage en navneforandring i februar 2006. Højesteret afgjorde den 13. februar, som følge af en sagsanlæg, at navnesammensætningen lå for tæt op af Københavns Golf Klubs andet navn Royal Copenhagen Golf Club og navnet var forveksleligt med navnet Royal Copenhagen Golf Club. Domskonklusionen lyd er således: Royal Copenhagen Golf Center a/s forbydes at anvende navne, herunder domænenavne, hvori ordsammensætningen bestående af Royal Copenhagen indgår i forbindelse med drift af golffaciliteter og golfarrangementer. Royal Copenhagen Golf Center a/s skal i registeret i Erhvervs- og Selskabsstyrelsen lade slette selskabsnavne, hvori ordsammensætningen bestående af Royal Copenhagen. Royal Scandinavia havde givet Københavns Golfklub en licens til anvendelse af varemærket Royal Copenhagen i tilknytning til klubnavnet.

## Offentlig adgang
Golf Center Amager lejer arealerne af Naturstyrelsen, og en af betingelserne er at der skal være frit adgang til hele området, inklusiv golfbanerne, som det også fremgår af lokalplanen for området: Det er med visse undtagelser udgangspunktet, at fredningsområdet skal være åbent for almenhedens færdsel til fods. I de senere år har der været rapporteret flere konflikter mellem golfspillere og besøgende der krydser området.

## Ekstern henvisning
- Royal Golf Club A/S